# Ochrotrichia yanayacuana
Ochrotrichia yanayacuana is een schietmot uit de
familie Hydroptilidae. De soort komt voor in het Neotropisch gebied.